# Naceradim Xá Cajar
Naceradim ou Nassurdim Xá Cajar (em persa: ناصرالدین شاه قاجار; romaniz.: Nāṣiri’d-Dīn Shāh Qājār) foi xá da Pérsia entre 17 de setembro de 1848 e o seu assassinato, a 1 de maio de 1896. 

## Vida
Ele era filho de Maomé Xá Cajar e Maleque Jaã Canum e o monarca com o terceiro reinado mais longo da história iraniana atrás apenas de Sapor II do Império Sassânida e Tamaspe I do Império Safávida. Nasser al-Din Shah ficou no poder por quase 50 anos.
Ele foi o primeiro monarca persa moderno que visitou formalmente a Europa e escreveu sobre suas viagens em suas memórias. Modernista, permitiu a implantação de jornais no país e fez uso de modernas tecnologias como o telégrafo, a fotografia e também projetou concessões para ferrovias e obras de irrigação. Apesar de suas reformas modernizadoras na educação, suas reformas tributárias foram usadas em proveito próprio por pessoas no poder, e o governo era visto como corrupto e incapaz de proteger os plebeus dos abusos da classe alta, o que levou ao aumento dos sentimentos antigovernamentais. Ele acabou sendo assassinado ao visitar um santuário.